# Abu Kamal (okrug)
Okrug Abu Kamal je okrug u sirijskoj pokrajini Deir ez-Zor. Po popisu iz 2004. (prije rata), okrug je imao 265.142 stanovnika. Administrativno sjedište je u naselju Abu Kamal.

## Nahije
Okrug je podijeljen u nahije (broj stanovnika se odnosi na popis iz 2004.):
- Abu Kamal, 92.031 stanovnika.
- Hajin, 97.870 stanovnika
- Al-Jalaa, 29.255 stanovnika.
- Al-Susah, 45.986 stanovnika